# Shatili
Shatili (georgiano: შატილი) è un antico villaggio sulle montagne della Georgia, vicino al confine con la Cecenia. È situato sul versante Nord della storica provincia Georgiana dell'Alto Khevsureti, che è ora parte della regione di Mtskheta-Mtianeti.

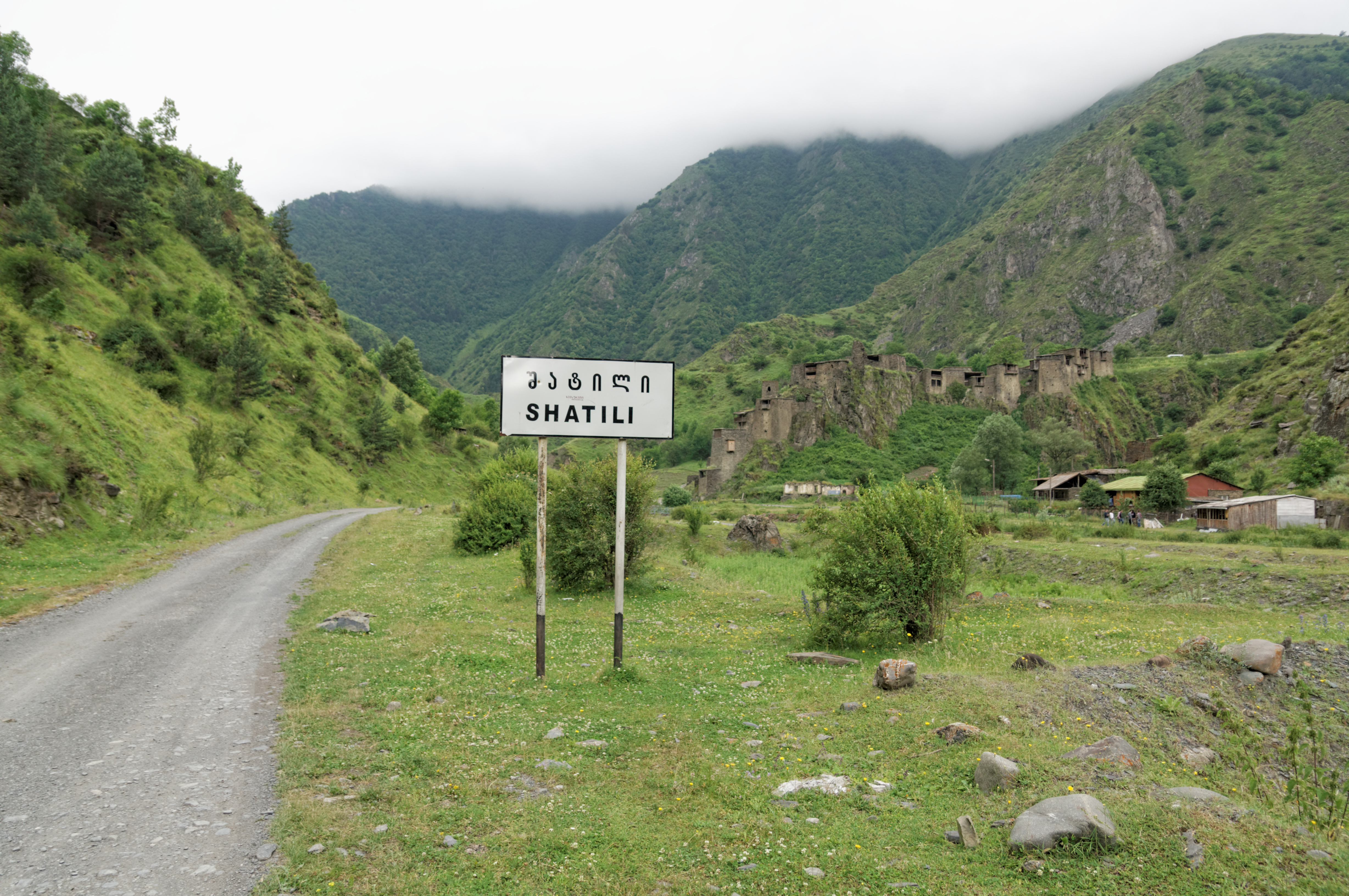
Entrando nel villaggio di Shatili

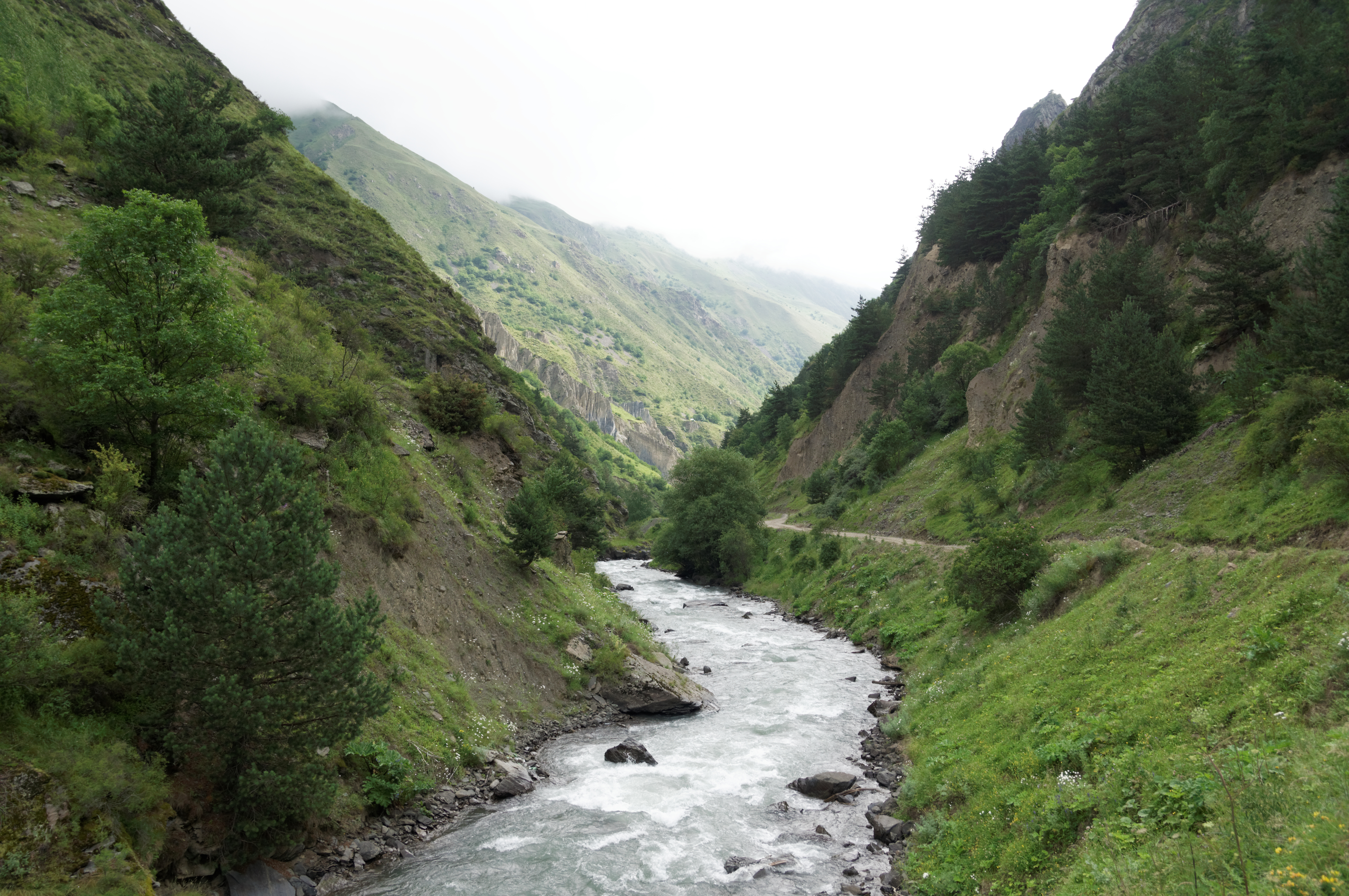
La valle di Statili

## Geografia
Situato nella profonda gola del fiume Arghuni, approssimativamente a 1400 metri, il villaggio è oggi un complesso unico di fortezze, costruite a partire dal medioevo, e di edifici realizzati con pietre e malta che venivano utilizzati sia come abitazioni che come torri di guardia nella zona nord-orientale del Paese. Il villaggio consiste in strutture a tetto piatto e circa 60 torri unite tra di loro a formare un'unica fortificazione.

## Storia
La popolazione di Shatili, così come la maggior parte degli abitanti del Khevsureti, fu ricolonizzata sotto la pressione dell'Unione Sovietica nei primi anni '50. Negli anni '60, l'esotico paesaggio del villaggio inabitato fu utilizzato per una serie di film Georgiani riguardanti la vita degli antichi montanari.
Shatili è attualmente abitato da una ventina di famiglie in estate, mentre in inverno soltanto pochissimi di loro restano al villaggio, in quanto questo diventa inaccessibile a causa delle nevicate lungo la strada che conduce alla capitale Tbilisi. Il villaggio è una meta preferita da turisti e amanti del trekking.